# Брусберг, Исак
Исак Оливер Брусберг (швед. Isak Oliver Brusberg; род. 5 сентября 2006, Гётеборг) — шведский футболист, нападающий «Хеккена».

## Клубная карьера
Является воспитанником «Баккаторпа» из Гётеборга. Перед сезоном 2023 года перешёл в молодёжную команду «Хеккена». Летом 2023 года начал тренироваться с основной командой клуба. 2 июля впервые попал в заявку на матч Алльсвенскан против «Норрчёпинга», но на поле не появился. Дебют в чемпионате страны состоялся 22 июля в игре с «Вернаму», в которой Брусберг вышел на замену на 86-й минуте вместо Понтуса Дабо.

## Клубная статистика
| Выступление      | Выступление      | Выступление      | Лига | Лига | Кубки | Кубки | Конт. кубки | Конт. кубки | Итого | Итого |
| Клуб             | Лига             | Сезон            | Игры | Голы | Игры  | Голы  | Игры        | Голы        | Игры  | Голы  |
| ---------------- | ---------------- | ---------------- | ---- | ---- | ----- | ----- | ----------- | ----------- | ----- | ----- |
| Хеккен           | Алльсвенскан     | 2023             | 1    | 0    | 0     | 0     | 0           | 0           | 1     | 0     |
| Хеккен           | Итого            | Итого            | 1    | 0    | 0     | 0     | 0           | 0           | 1     | 0     |
| Всего за карьеру | Всего за карьеру | Всего за карьеру | 1    | 0    | 0     | 0     | 0           | 0           | 1     | 0     |